# My Name Is Pauli Murray
My Name Is Pauli Murray es una película documental estadounidense de 2021, dirigida por Betsy West y Julie Cohen, escrita por West, Cohen, Talleah Bridges McMahon y Cinque Northern. Sigue la vida de abogado y activista Pauli Murray.
La película tuvo su estreno mundial en el Festival de Cine de Sundance el 31 de enero de 2021. Está programado para tener un lanzamiento limitado el 17 de septiembre de 2021, antes de la transmisión digital en Prime Video el 1 de octubre de 2021 por Amazon Studios.

## Sinopsis
La película sigue la vida del abogado y activista Pauli Murray, quien jugó un papel decisivo en el argumento de que la cláusula de protección igualitaria de la decimocuarta enmienda prohibía la discriminación basada en el sexo. Varios estudiosos del trabajo de Murray aparecen en la película, incluidos Brittney Cooper y Rosalind Rosenberg. También se destaca la investigación de Rosenberg para el libro Jane Crow: The Life of Pauli Murray. La película incluye una cobertura significativa de los documentos de Murray almacenados en la biblioteca de Schlesinger. La influencia de Murray en Ruth Bader Ginsburg se cubre en detalle a lo largo de la película.

## Representación de la identidad de género de Murray
My Name Is Pauli Murray presenta un análisis matizado de la identidad de género de Murray. La película establece amplias conexiones entre la identidad de género de Murray y los innovadores argumentos legales feministas. La historiadora Rosalind Rosenberg explica en la película cómo un sentido de "intermediación" contribuyó a los numerosos argumentos legales innovadores presentados por Murray con respecto a la raza y el género.

## Lanzamiento
La película tuvo su estreno mundial en el Festival de Cine de Sundance de 2021 el 31 de enero de 2021. Poco después, Amazon Studios adquirió los derechos de distribución de la película. También se proyectará en AFI Docs en junio de 2021. Está programado para tener un lanzamiento limitado el 17 de septiembre de 2021, antes de la transmisión digital en Amazon Prime Video el 1 de octubre de 2021.

## Recepción crítica
Se ha citado a Cohen señalando que Murray era una "figura no reconocida en tantas áreas" y que una intención detrás de la creación de la película era llevar la historia de Murray a una audiencia más amplia."My Name Is Pauli Murray" recibió críticas positivas de los críticos de cine. Tiene una 100% calificación de aprobación en el sitie web de agregador de reseñas Rotten Tomatoes, basada en 16 reseñas, con una promedio ponderado de 7.60/10.